# Pilea baurii
Pilea baurii là loài thực vật có hoa trong họ Tầm ma. Loài này được B.L. Rob. miêu tả khoa học đầu tiên năm 1902.